# Rizvan Umarov
Rizvan Umarov (in russo Ризван Сарутдинович Умаров?, Rizvan Sarutdinovič Umarov; Stavropol', 5 aprile 1993) è un calciatore russo naturalizzato azero, centrocampista della Dinamo San Pietroburgo.